# Aphthona atrocaerulea
Aphthona atrocaerulea là một loài bọ cánh cứng trong họ Chrysomelidae. Loài này được Stephens miêu tả khoa học năm 1831.